# 카데시
카데시 또는 카데슈는 오론테스강의 상류 또는 여울목에 있거나 그 근처에 있던 고대 도시이다. 청동기 시대 말기에 중요한 역할을 했으며 아마르나 문서에 언급되어 있다. 기원전 13세기에 히타이트와 이집트 제국 간의 카데시 전투가 벌어진 곳이기도 하다. 그리스 역사가 헤로도토스는 메기도 전투 이후 네코가 카디티스를 전복시켰고, 이는 일반적으로 필리스틴 도시 가자와 동일시된다고 기록했다.

## 이름과 위치
그리스 역사가 헤로도토스는 메기도 전투 이후 네코가 카디티스를 전복시켰고, 이는 일반적으로 필리스틴 도시 가자와 동일시된다고 기록했다. 이 이름은 서셈족 (가나안) 어근 Q-D-Š "신성한"에서 유래했다. 이집트 상형문자에서는 Qdšw 또는 Qdš로 표기되며, 히타이트어로는 Kinza로 표기된다. 이 지명은 아마르나 문서에서 Qidšu (EA 162, 188, 189, 190), Qidši (EA 53, 151), Qinsa (EA 54, 174, 175, 176, 363), Qissa (EA 197) 등 여러 약간 다른 아카드어 철자로 나타나는데, 때로는 Kidša, Kinza, Gizza 등으로 덜 정확하게 철자가 표기되기도 한다. 이를 바탕으로 트레버 브라이스(Trevor Bryce)는 청동기 시대 말기 이름이 "아마도 Qidš(a)로 발음되었을 것이며, 'Kadesh'는 현대 학자들의 잘못된 발음일 것"이라고 주장한다. 신아시리아 아카드어에서 이 이름의 철기 시대 형태는 Qadīsu이다.
카데시는 쿠사이르와 현대 시리아 마을 텔 알 나비 만도 근처 홈스 남서쪽 약 24 킬로미터 (15 mi)에 위치한 텔 네비 멘드(Tall an-Nabī Mandū)의 유적과 동일시된다. 카데시 비문은 카데시가 아무루 왕국의 투니프 근처에 위치하며, 투니프 자체는 오론테스강 근처(아마도 텔 살하브)에 있었을 것으로 추정된다.
일부 학자들은 카데시를 헤로도토스 (2.159)가 언급한 카디티스(Kadytis, 그리스어로 Καδύτις)와도 동일시하는데, 카디티스의 다른 식별 지점으로는 가자가 있다.

## 역사

### 청동기 시대 초기
도기 신석기 시대(기원전 7천년)에 이곳을 점유한 후 버려진 기간이 있었고, 기원전 3천년에 다시 점유되었다. 청동기 시대 초기 말기에 이곳은 흑색 위에 흰색 무늬가 있는 토기(White-on-Blackweel Ware)로 유명했다. 이 토기는 전환기 EB III/IV(단계 O)에 나타나 EB IVA(단계 N)에 오론테스 계곡을 넘어 안티오키아 평원과 시리아 북부 동부까지 번성하고 거래되었다. EB IVB(단계 M)에는 이전 단계의 특징을 계속 유지했지만 쉽게 구별된다. 전환기 EB IV/MB I(단계 L)에는 사라진다. 하마 J7-5(EB IVA)와 J4-2(EB IVB)와 비교해야 한다.

### 청동기 시대 중기

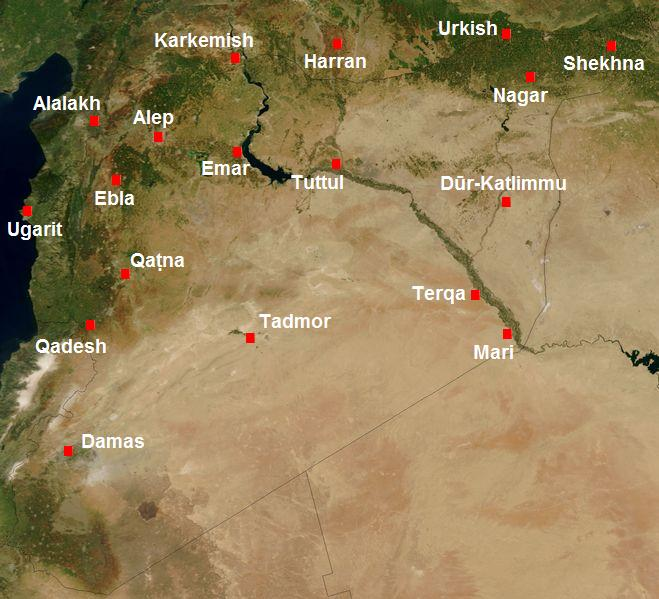

기원전 2천년 시리아 지도, 카데시 (Qadesh)의 위치를 보여준다.
이 도시는 기원전 18세기 마리의 기록 보관소에 처음으로 역사 기록에 등장했다. 당시 이 도시는 도시 남부에서 일어난 반란을 진압하는 동안 카트나의 왕 이쉬-아두의 본부였다.
내륙 시리아에서 중기 청동기는 히타이트의 무르실리 1세의 군사 작전(일반적으로 인용되는 메소포타미아 중기 연대에 따르면 기원전 1595년경)으로 끝난다. 여기서는 MB IIB 다음에 LB IA가 이어지며, MB IIC는 남부 레반트에서 시작된다. 이 무렵 카데시는 또 다른 파괴와 버려짐을 겪었지만, 빠르게 재건되었다.

### 청동기 시대 말기

#### 미탄니 지배 시기
카데시는 히타이트의 무르실리 1세가 살해(기원전 1587년경)되고 뒤이어 고대 히타이트 왕국이 쇠퇴한 후 미탄니의 영향력 아래에 놓였다. 미탄니 연맹은 하부르 지역에서 출현했으며, 북부 시리아의 작은 왕국들은 그 동맹국 또는 속국이 되었다.
기원전 1490년경(일반적으로 인용되는 이집트 저연대에 따르면), 이집트의 왕 투트모세 1세는 카데시의 동맹국인 아람과 함께 미탄니에 대항하여 북쪽으로 시리아에 군사 작전을 펼쳤다. 하트셉수트 시대에는 홍해와 남쪽으로의 무역 발전에 중점을 두었기 때문에 카데시에 대한 군사 작전이 없었다.

#### 이집트 지배 시기
메기도 전투. 카데시는 투트모세 3세 이집트 왕의 레반트 정복에 반대하는 도시국가 연합을 이끈 두 가나안 도시(메기도와 함께) 중 하나로 기록되어 있다. 카데시의 왕은 아마도 레반트에서 이집트의 주요 외적 경쟁 상대인 미탄니의 통치자에 의해 이러한 저항을 부추겼을 것이다. 이후 메기도 전투 (기원전 1457년)에서 이집트가 승리하면서 카데시를 비롯한 남부 및 서부 시리아의 다른 지역에 대한 이집트의 헤게모니가 확립되었다.
아마르나 문서. 아멘호테프 2세의 추가적인 이집트 군사 활동에 이어, 투트모세 4세는 이집트와 미탄니 사이에 평화를 확립했고, 카데시는 이집트의 속국으로 남았다. 시리아의 이집트 속국들 사이의 불안한 관계는 그들과 아크나톤 이집트 왕 사이에 오고간 외교 서신에 반영되어 있으며, 그의 수도 아마르나에 보존되어 있다. 카데시는 이 아카드어 문서에서 키드슈 (및 변형된 이름)라는 이름으로 여러 번 언급된다. 적어도 한 통의 편지(EA 189)는 카데시의 왕 아이타카마 자신이 아크나톤에게 보낸 것이다.

#### 히타이트 지배 시기
기원전 1350년경, 히타이트의 수필룰리우마 1세는 미탄니의 투쉬라타를 공격하여 미탄니 요새에 대한 군사 작전을 수행한 다음 유프라테스강 서쪽 시리아의 속국 통치자들을 장악했다. 이 확장은 결국 이집트의 이익에 영향을 미쳤고, 결국 아무루의 아지루와 카데시의 아이타카마는 히타이트의 속국이 되었다. 중기 청동기 시대의 지역 수도였던 카데시의 북쪽 이웃인 카트나는 이제 히타이트에 직면하여 끝을 맞이했다. 카데시의 아이타카마가 히타이트로부터 독립을 주장하기 위해 이집트의 지원을 요청하자, 그는 아들 니크마두에게 살해당했고, 니크마두는 카데시를 장악하고 무르실리 2세 히타이트 왕에게 충성을 재확인했다.
카데시의 세 왕의 이름이 동시대 자료에서 전해진다: 슈타르나(또는 슈타타라, 기원전 1350년경 활동); 아이타카마 (기원전 1340년대–1312년경) 및 그의 아들 니크마두 (기원전 1312년경 활동).

#### 세티 1세의 원정

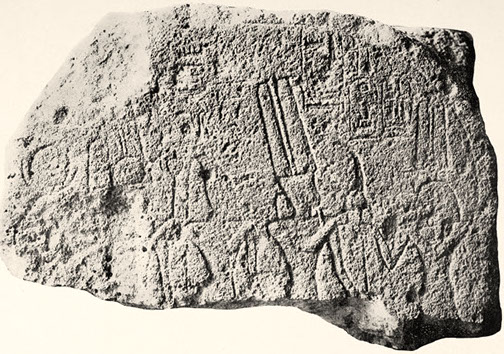
텔 네비 멘드 (카데시)에서 발견된 세티 1세 석비 조각

이 도시는 세티 1세 (기원전 1290-1279년) 대 파라오가 시리아 원정 중에 점령했다. 카데시는 아크나톤 시대 이래로 이집트에게서 상실되었고, 세티의 전임자들인 투탕카멘과 호렘헤브는 모두 히타이트로부터 도시를 탈환하는 데 실패했다. 세티 1세는 이곳에서 성공적으로 히타이트 군대를 격파하고 도시를 방어하려고 시도했다. 그는 아들 람세스 2세와 함께 의기양양하게 도시에 입성하여 그 자리에 승리 기념비를 세웠다.
그러나 세티의 성공은 일시적이었다. 세티가 이집트로 돌아오자마자 히타이트 왕, 아마도 무와탈리 2세가 남쪽으로 진격하여 카데시를 점령하고 시리아의 히타이트 방어 거점으로 삼았다. 히타이트인들은 카르케미시의 총독을 통해 북부 시리아를 지배했다.

#### 카데시 전투

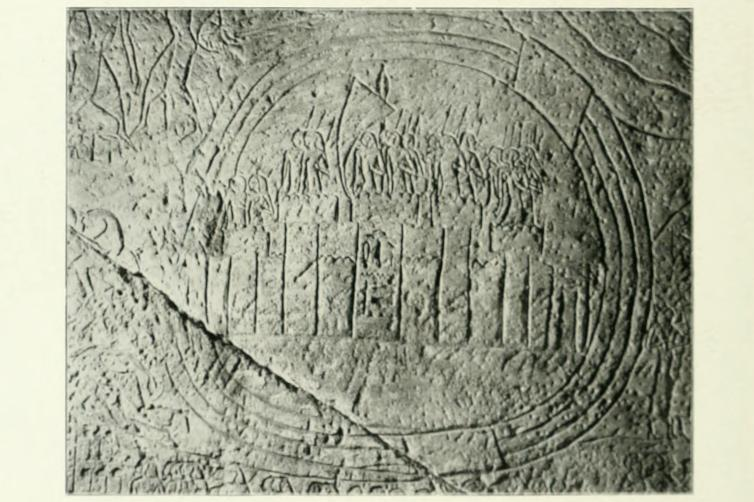
람세스 2세 시대의 이집트 부조로, 히타이트군이 주둔하고 오론테스강으로 둘러싸인 카데시를 묘사한다.

이 도시는 고대 세계에서 가장 광범위하게 문서화된 전투 중 하나인 기원전 13세기 초강대국인 이집트와 히타이트 제국 간의 카데시 전투로 가장 잘 알려져 있다. 약 150년 동안 이집트의 속국이었던 카데시는 결국 히타이트의 종주권으로 이탈하여 두 경쟁 제국 사이의 분쟁 지역에 위치하게 되었다.
이러한 히타이트의 남하 확장에 대응하여 이집트 파라오 람세스 2세 (기원전 1279년–1213년)는 공격적인 군사적 대응을 준비하고 재위 4년차에 해안 국가 아무루 왕국을 점령했다. 다음 해에 히타이트인들은 아무루를 되찾기 위해 남하했고, 이집트인들은 시리아로의 확장을 계속하기 위해 북진했다. 카데시 주민들은 강에서 도시 남쪽의 개울까지 수로를 파서 도시를 사실상 섬으로 만들었다.
기원전 1274년 5월, 람세스 재위 5년차에 그는 전차와 보병을 포함한 대규모 병력을 이끌고 벽으로 둘러싸인 도시를 탈환하기 위해 1,000 마일 (1,600 km)를 행군했다. 카데시 전투에서 두 세력은 도시 서쪽 평원과 오론테스강에서 충돌했는데, 이는 역사상 가장 큰 전차 대 전차 전투(양측 합쳐 5,000–6,000대)로 널리 알려져 있다. 이 전투에서 이집트인들은 거의 재앙에 가까운 상황을 거의 승리로 바꾸었다. 히타이트 스파이들이 이집트인들에게 히타이트인들이 멀리 떨어져 있다고 설득한 후, 히타이트인들은 람세스를 그의 진영에서 기습했다. 람세스는 그의 친위대를 모아 함정에서 벗어났고, 해안 아무루에서 온 지원 이집트군이 막판에 도착하여 파라오는 주도권을 되찾고 공격을 격퇴하며 전장을 통제할 수 있었다. 히타이트의 함정과 공격은 실패했지만, 람세스는 원정을 계속할 수 없었고 이집트로 돌아가야 했다.

#### 전투 후
전투 후 카데시는 히타이트의 종주권 아래에 남아 있었고, 아무루는 히타이트의 품으로 돌아왔으며, 히타이트 군대는 다마스쿠스 인근의 우피까지 남쪽으로 침략할 수 있었다. 람세스 2세 재위 8년차(기원전 1272년)에 이집트인들은 다시 공세에 나서 카데시 북쪽을 넘어 다푸르와 투니프까지 진출했지만, 어떠한 영구적인 이득도 얻지 못한 것으로 보인다.
이집트와 히타이트 사이의 교착 상태는 15년 후 람세스 2세와 히타이트 왕 하투실리 3세 사이에 체결된, 가장 오래된 것으로 알려진 국제 평화 조약 중 하나로 해결되었다. 이 조약은 본질적으로 현상 유지를 받아들였으며, 아무루와 카데시는 계속 히타이트의 속국으로 남았다.

### 카데시의 종말
카데시는 기원전 1178년경 침략하는 바다 민족에 의해 파괴되었을 것으로 추정된다. 그러나 이 도시는 다시 점유되었으며, 신아시리아 행정 문서에 카디수(Qadīsu)라는 이름으로 기록되어 있다. 텔 언덕의 상층부에서는 헬레니즘 시대의 유적이 발견되었으며, 언덕 정상은 오늘날에도 여전히 점유되어 있다. 비잔틴 시대에는 텔 기슭의 광범위한 유적에서 광범위한 점유가 확인된다. 헬레니즘 도시 라오디케아 아드 리바눔은 고대 카데시와 동일한 위치를 점유했다고 믿어진다. 이슬람 시대 내내 지속적인 점유가 있었을 가능성이 높으며, 이 언덕은 지역 무슬림 성인 네비 멘드의 이름을 따서 명명되었다.

## 텔 네비 멘드
상단(450 x 200m)과 하단 텔로 구성된 텔 네비 멘드는 현대 도시 홈스의 남서쪽 10km 지점에 위치하며 약 10헥타르의 면적을 차지하고 평원 위로 약 30m 높이로 솟아 있다. 유적지 주변에 있는 것으로 추정되는 중기 청동기 시대의 성벽은 약 40헥타르를 에워싸고 있다. 오론테스강과 무카디야강의 합류 지점에 위치하며 신석기 시대(이후 점유 중단), 청동기 시대, 철기 시대, 헬레니즘/로마 시대에 걸쳐 점유되었다.
이 유적은 1922년과 1923년에 모리스 페자르가 이끄는 프랑스 팀에 의해 상부 둔덕의 북동쪽 사분면에서 처음 발굴되었다. 발굴자는 한 곳은 60m x 25m, 깊이 20m, 다른 한 곳은 30m x 40m, 깊이 70m로 얕은 두 개의 참호를 열었다. 발견된 유물로는 문맥을 벗어난 철기 시대 층에서 발견된 세티 1세 파라오(기원전 1294/1290–1279년경)의 불완전한 석비, 일부 석상과 시리아-히타이트 원통형 인장, 그리고 테라코타 인형이 있었다.
이 유적은 1975년부터 1995년까지 피터 파르가 이끄는 유니버시티 칼리지 런던 고고학 연구소 팀에 의해 발굴되었다. 9개의 트렌치가 개방되었으며, 모두 상부 둔덕에 있었고, 발굴된 층은 중기 청동기 I에서 후기 청동기 II까지 다양했다. 여러 개의 숯 샘플이 방사성 탄소 연대 측정되었지만, 유용성을 제한하는 기술적인 문제가 있었던 것으로 보인다. 6개의 쐐기 문자 점토판이 발견되었는데, 하나는 봉인된 백지였고 다른 것들은 바빌로니아 방언의 아카드어로 되어 있었다. 기원전 14세기 후반의 점토판에는 니크마두라는 통치자의 이름이 언급되어 있으며, 이 유적이 카데시였음을 확인시켜 주었다.
이 유적은 시리아 내전으로 인해 손상되었다.

## 같이 보기
- 고대 근동 도시

## 추가 자료
- Breasted, James Henry, Ancient Records of Egypt, vols. 2 and 3, Chicago 1906.
- Bryce, Trevor, The Routledge Handbook of The Peoples and Places of Ancient Western Asia, London 2009.
- Grigson, Caroline, "The fauna of Tell Nebi Mend (Syria) in the Bronze and Iron Age—a diachronic overview. Part 1: Stability and change—animal husbandry", Levant 47.1, pp. 5–29, 2015
- Grigson, Caroline, Yvonne Edwards, and Ruby Cerón-Carrasco, "The fauna of Tell Nebi Mend (Syria) in the Bronze and Iron Age—a diachronic overview. Part 2: hunting, fowling and fishing", Levant 47.2, pp. 164–185, 2015
- Ignatov, Sergey, "Dardanians, Moesians and Phrygians in the Qadesh Inscriptions of Ramses II", Thracia 11 (1995) 107-112 (= Studia in honorem Alexandri Fol, Sofia 1995: 223-231)
- Kennedy, Melissa, "A New EB IV Cultural Province in Central and Southern Syria: The View from Tell Nebi Mend", in Pearls of the Past: Studies on Near Eastern Art and Archaeology in Honour of Frances Pinnock. Zaphon, pp. 429–448, 2019
- Kennedy, Melissa A., Kamal Badreshany, and Graham Philip, "Drinking on the periphery: the Tell Nebi Mend goblets in their regional and archaeometric context", Levant 52.1-2, pp. 103–135, 2020
- Mathias, V.T. and Parr, P.J., "The early phases at Tell Nebi Mend: A preliminary account", Levant XXI, pp. 13–33, 1989
- Mathias, V.T., "The Early Bronze Age Pottery of Tell Nebi Mend in its Regional Setting", in G. Philip and D. Baird (eds) Ceramics and Change in the Early Bronze Age of the Southern Levant, Sheffield Academic Press, Sheffield, pp. 411–427, 2000
- Oded, B., "Two Assyrian References to the Town of Qadesh on the Orontes", Israel Exploration Journal, vol. 14, no. 4, pp. 272–73, 1964
- Parpola, Simo, and Michael Porter, The Helsinki Atlas of the Near East in the Neo-Assyrian Period, Helsinki 2001.
- Parr, P.J., "The Tell Nebi Mend Project", AAAS 33:2, pp. 99–117, 1983
- Rainey, Anson F., and W. M. Schniedewind, The El-Amarna Correspondence, Leiden: Brill 2015.
- Whincop, M.R., "The Iron Age II at Tell Nebi Mend: towards an explanation of ceramic regions", Levant 39, pp. 185–212, 2007